# Ukhnaagiin Khürelsükh
Ukhnaagiin Khürelsükh (en mongol : Ухнаагийн Хүрэлсүх), né le 14 juin 1968, est un homme d'État mongol. Membre du Parti du peuple mongol, il est Premier ministre d'octobre 2017 à janvier 2021 et président depuis le 25 juin 2021.

## Biographie
Khürelsükh fréquente l'école secondaire no 2 d'Oulan-Bator. Il obtient un diplôme de l'université de la Défense de Mongolie en 1989 avec une majeure en science politique. Il étudie par la suite l'administration publique à l'université nationale de Mongolie.
Élu au Grand Khoural d'État à trois reprises (2000, 2004 et 2012), il a été ministre des Situations d'urgence de 2004 à 2006, ministre de l'Inspection professionnelle de 2006 à 2008 et Vice-Premier ministre en 2014-2015 et en 2016-2017.
En juin 2020, le Parti du peuple mongol remporte les élections législatives avec 62 sièges sur 76. Pour la première fois, le PPM remporte deux élections législatives consécutives. Cet exploit est crédité au travail de Khürelsükh et de son gouvernement dans la lutte contre la pollution de l'air à Oulan-Bator et dans la gestion de la crise liée à la Covid-19.
Le 21 janvier 2021, Khürelsükh propose sa démission au Grand Khoural après une manifestation critiquant la gestion d'une patiente atteinte de la Covid-19 et de son nouveau-né. Le Grand Khoural accepte la démission de Khürelsükh et de son gouvernement le jour même.
Cette démission est jugée étonnante et une analyse présente celle-ci comme une mise en scène visant à montrer sa capacité à être responsable mais aussi à lui éviter de gouverner alors que la crise liée à la Covid-19 devient plus complexe à gérer, gardant ainsi sa bonne réputation jusqu'à l'élection présidentielle de juin 2021 qu'il remporte avec 67,76 % des voix.